# هرمان چرنوف

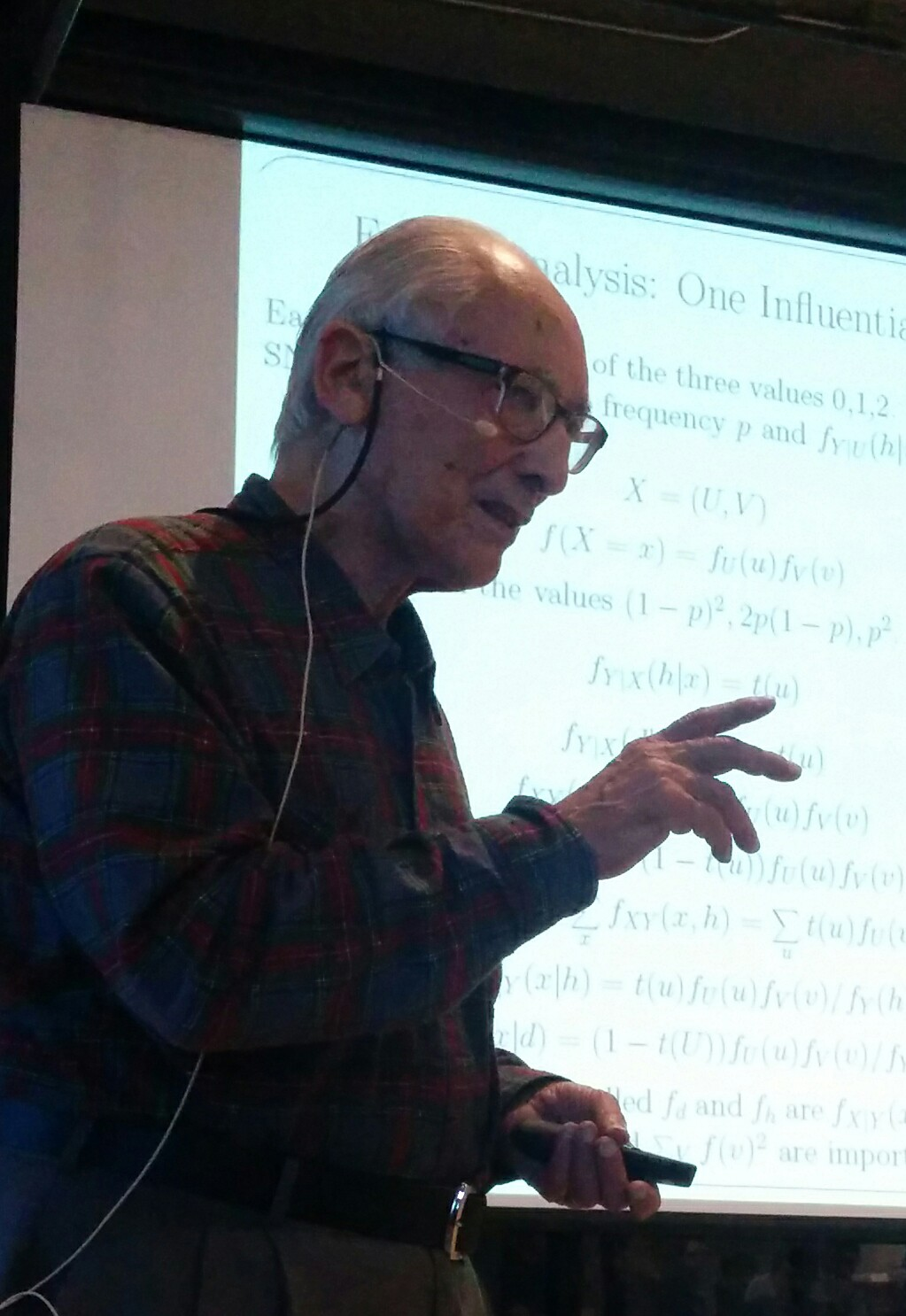
هرمان چرنوف

هرمان چرنوف (به انگلیسی: Herman Chernoff) (متولد ۱ ژوئیه ۱۹۲۳ میلادی - نیویورک) ریاضی‌دان، آمارگر و فیزیک‌دان آمریکایی است که پیشتر در مؤسسه فناوری ماساچوست و در حال حاضر در دانشگاه هاروارد مشغول به کار است.

او در سال ۲۰۱۲ به عضویت جامعه ریاضی آمریکا در آمد.

## تحصیلات
دکترا، ریاضیات کاربردی - سال ۱۹۴۸ از دانشگاه براون.

کارشناسی ارشد، ریاضیات کاربردی - سال ۱۹۴۵ از دانشگاه براون.

کارشناسی، ریاضیات - سال ۱۹۴۳ از دانشگاه سیتی‌کالج نیویورک.